# Ramón Subercaseaux Mercado
Ramón Subercaseaux Mercado (Aldea de Nantoco, cerca de Copiapó, 10 de enero de 1790-Santiago, 30 de octubre de 1859) fue un comerciante y político chileno.

## Primeros años de vida
Hijo de Francisco Subercaseaux Breton y de Manuela Mercado Corvalán. Se casó en primeras nupcias con Bernarda Real de Azúa, sin descendencia. Y en 1835 un segundo matrimonio con Magdalena Vicuña Aguirre, con la cual tuvo catorce hijos, entre ellos el pintor y político Ramón Subercaseaux Vicuña.

## Vida pública
Se dedicó primero al comercio en La Serena, luego se trasladó a Valparaíso donde formó una fortuna con la que adquirió la hacienda de Pirque y la llamada El Llano, conocida ahora por el Llano Subercaseaux. En esta propiedad fue proclamada la candidatura presidencial de Manuel Montt el 20 de octubre de 1850.
Fue alcalde de La Serena entre 1829 y 1830. Elegido Senador por la provincia de Coquimbo en 1840, cargo que mantuvo hasta 1849. Ese año fue elegido Senador por Aconcagua, hasta 1864. Perteneció al Partido Conservador, al cual se mantuvo cuando este partido quitó el apoyo a su amigo, el presidente Montt.
Fue uno de los principales accionistas del ferrocarril de Valparaíso a Santiago.